# Souyeaux
Souyeaux ist eine französische Gemeinde mit 300 Einwohnern (Stand 1. Januar 2022) im Département Hautes-Pyrénées in der Region Okzitanien. Sie gehört zum Kanton Les Coteaux und zum Arrondissement Tarbes. 

## Lage
Sie ist umgeben von folgenden Nachbargemeinden:
| Boulin, Lizos | Hourc                                       |         |
| Sarrouilles   | Kompassrose, die auf Nachbargemeinden zeigt | Coussan |
|               | Laslades                                    |         |

## Bevölkerungsentwicklung
| Jahr                      | 1962 | 1968 | 1975 | 1982 | 1990 | 1999 | 2008 | 2016 |
| ------------------------- | ---- | ---- | ---- | ---- | ---- | ---- | ---- | ---- |
| Einwohner                 | 141  | 149  | 140  | 177  | 201  | 200  | 283  | 305  |
| Quelle: Cassini und INSEE |      |      |      |      |      |      |      |      |